# Nihon-shiki
El Nihon-shiki (日本式 'Estil del Japó'; romanitzat com a Nihon-shiki en Hepburn, també anomenat Nipponsiki o Nihonsiki) és un sistema de romanització per transcriure el japonès a l'alfabet llatí. Es diu que aquest sistema de transliteració s'adapta millor al sistema d'escriptura kana, però com que no segueix patrons familiars en llengües occidentals escrites amb alfabet llatí (com sí que ocorre en el sistema Hepburn), als usuaris nadius d'aquestes llengües la seva escriptura els és poc intuïtiva.
El sistema va ser inventat pel físic Akitsu Tanakadate el 1885 i és el predecessor del sistema de romanització Kunrei-shiki (Kunreisiki), més popular que el Nihon-shiki però menys que el Hepburn.
| a   | i   | u   | e   | o   |
| ka  | ki  | ku  | ke  | ko  |
| sa  | si  | su  | se  | so  |
| ta  | ti  | tu  | te  | to  |
| na  | ni  | nu  | ne  | no  |
| ha  | hi  | hu  | he  | ho  |
| ma  | mi  | mu  | me  | mo  |
| ya  | (i) | yu  | (e) | yo  |
| ra  | ri  | ru  | re  | ro  |
| wa  | wi  | (u) | we  | wo  |
| n   |     |     |     |     |
| ga  | gi  | gu  | ge  | go  |
| za  | zi  | zu  | ze  | zo  |
| da  | di  | du  | de  | do  |
| ba  | bi  | bu  | be  | bo  |
| pa  | pi  | pu  | pe  | po  |
| kya |     | kyu |     | kyo |
| sya |     | syu |     | syo |
| tya |     | tyu |     | tyo |
| nya |     | nyu |     | nyo |
| hya |     | hyu |     | hyo |
| mya |     | myu |     | myo |
| rya |     | ryu |     | ryo |
| gya |     | gyu |     | gyo |
| zya |     | zyu |     | zyo |
| dya |     | dyu |     | dyo |
| bya |     | byu |     | byo |
| pya |     | pyu |     | pyo |
| kwa |     |     |     |     |
| gwa |     |     |     |     |

Nota:
- Quan he へ es fa servir com a partícula s'escriu he, no e (Kunreisiki/Hepburn).
- Quan ha は es fa servir com a partícula s'escriu ha, no wa.
- Quan wo を es fa servir com a partícula s'escriu wo, no o.
- Les vocals llargues s'indiquen mitjançant màcron, por exemple, la o llarga s'escriu ō.
- La n sil·làbica ん s'escriu n abans de consonant i n' abans de vocal o y.
- Les consonants geminades s'emmarquen doblant la consonant que segueix al caràcter っ, sense excepció.

La diferència entre Nipponsiki i Kunreisiki és la diferència entre el sil·labari kana i la pronunciació actual. En el japonès estàndard modern, els sons dels parells di/zi ぢ/じ, du/zu づ/ず, dya/zya ぢゃ/じゃ, dyu/zyu ぢゅ/じゅ, dyo/zyo ぢょ/じょ, wi/i ゐ/い, we/e ゑ/え, kwa/ka くゎ/か, gwa/ga ぐゎ/が són actualment idèntics. Per exemple, la paraula kanadukai (Nipponsiki) かなづかい es pronuncia kanazukai en el japonès modern.
El Nipponsiki a vegades es diu que és més regular, ja que manté una correspondència estricta d'un kana, dues lletres. Com disposa d'escriptures diferents dels parells ja esmentats, és l'únic sistema de romanització que permet una correspondència sense pèrdues entre el kana i l'alfabet llatí.
Nipponsiki ha estat reconegut com la forma estricta d'ISO 3602. El sistema JSL, que és dirigit a estudiants estrangers de japonès, està basat en Nipponsiki.